# Эйхгорн, Генрих (астроном)
Генрих Карл Эйхгорн (англ. Heinrich Karl Eichhorn, 1927 − 1999) — американский астроном австрийского происхождения.

## Биография
Родился в Вене, окончил Венский университет в 1949 году, в 1950—1951 годах работал ассистентом в Венской обсерватории. В 1951—1952 работал в Глазго, после чего возвратился в Венскую обсерваторию. В 1954—1956 стажировался в обсерватории Линдер Мак-Кормик (США). После краткого пребывания в Венской обсерватории в конце 1956 окончательно переехал в США. В 1956—1959 работал в обсерватории Джорджтаунского колледжа (Вашингтон), в 1959—1964 — в обсерватории Ван-Флек (Миддлтаун, штат Коннектикут). В 1964—1979 — профессор, заведующий кафедрой астрономии в университете Южной Флориды (Тампа);в 1979—1985 — профессор, заведующий кафедрой астрономии в университете Флориды (Гейневилл).
Основные труды в области математических и теоретических аспектов позиционной астрономии, астрометрии, звездной кинематики, а также геодезии. Разработал математические основы метода «перекрывающихся пластинок» в фотографической астрометрии, в котором при составлении каталогов координат звезд одни и те же участки неба фотографируются на двух или нескольких пластинках с некоторым смещением их оптических центров. Последующая редукция результатов измерений прямоугольных координат звезд производится по всем пластинкам большой области неба совместно. Окончательная точность координат общих для области перекрытия звезд при использовании данного метода существенно увеличивается. Автор монографии «Астрономия звездных положений» (1974), в которой представлены сводка данных о существующих астрометрических каталогах и критический анализ методов их составления.
В 1979—1982 был президентом Комиссии N 24 «Фотографическая астрометрия» Международного астрономического союза.